# 玲珑塔镇
玲珑塔镇，是中华人民共和国辽宁省葫芦岛市建昌县下辖的一个乡镇级行政单位。

## 行政区划
玲珑塔镇下辖以下地区：
玲珑塔社区、玲珑塔村、高家庄村、红草沟村、胜利村、大西山村、小河东村、白塔子村、杨树沟村、房申村、黄仗子村和毛仗子村。